# Top Wing – Helden mit zwei Flügeln
Top Wing – Helden mit zwei Flügeln (Alternativtitel: Top Wing – Das coolste Team der Lüfte; Originaltitel: Top Wing) ist eine kanadische animierte Zeichentrickserie, die seit 2017 produziert wird. Die Erstausstrahlung im deutschsprachigen Raum erfolgte am 14. Mai 2018 auf Nick Deutschland. Die Serie richtet sich vor allem an Zuschauer im Vorschulalter.

## Handlung
Die Hauptfiguren der Serie sind die vier jungen Vögel Swift (ein Blauhäher), Penny (ein Pinguin-Mädchen), Brody (ein Papageientaucher) und Rod (ein Hahn). Die vier sind Kadetten an der Top Wing Academy auf Swirl Island. Von ihrem Mentor Speedy werden sie unterstützt, um sich ihre Heldenflügel zu verdienen. Dabei erleben sie verschiedene Abenteuer, bei denen sie auch immer wieder den Bewohnern von Swirl Island helfen. Die Motive der Serie liegen dabei vor allem auf Teamwork, dem Lösen von Problemen und sozialer Kompetenz.

## Episoden
In der ersten Staffel wurden 26 Folgen mit jeweils 2 Episoden produziert. Im Mai 2018 gab Nickelodeon die Produktion einer zweiten Staffel bekannt.

## Sonstiges
Mit dem Spielwarenhersteller Hasbro schloss Nickelodeon 2018 einen Vertrag über die exklusive Herstellung von Merchandising und Spielzeug zur Serie ab.